# Preussische Meteorologische Institut
Preussische meteorologische Institut var under åren 1886–1934 en meteorologisk centralanstalt i Berlin.
Preussische meteorologische Institut startades den 1 april 1886, då denna anstalt ersatte den tidigare befintliga meteorologiska avdelningen vid den statistiska byrån.  Under samma instituts inseende stod det nyinrättade meteorologisk-magnetiska observatoriet i Potsdam. Efter det nazistiska maktövertagandet ersattes Preussische meteorologische Institut 1934 av Reichsamt für Wetterdienst (Reichswetterdienst).